# داريل بيري
داريل بيري (بالإنجليزية: Durrell Berry)‏ هو لاعب كرة قدم بريطاني في مركز الدفاع، ولد في 27 مايو 1992 في دربي في المملكة المتحدة. لعب مع أستون فيلا ونادي بليموث أرجايل ونادي تشيلتنهام تاون ونادي توركي يونايتد.

## وصلات خارجية
- داريل بيري على موقع قاعدة بيانات كرة القدم.إي يو (الإنجليزية)
- داريل بيري على موقع Soccerbase.com (لاعب) (الإنجليزية)
- داريل بيري على موقع Soccerway.com (الإنجليزية)
- داريل بيري على موقع AS.com (الإسبانية)